# Kaisa Varis
Kaisa Maarit Varis (Ilomantsi, 21 de septiembre de 1975) es una deportista finlandesa que compitió en esquí de fondo.
Ganó una medalla de bronce en el Campeonato Mundial de Esquí Nórdico de 2001, en la prueba de 15 km. Participó en los Juegos Olímpicos de Salt Lake City 2002, ocupando el séptimo lugar en la prueba de relevo.

## Palmarés internacional
| Campeonato Mundial | Campeonato Mundial | Campeonato Mundial | Campeonato Mundial |
| Año                | Lugar              | Medalla            | Prueba             |
| ------------------ | ------------------ | ------------------ | ------------------ |
| 2001               | Lahti (Finlandia)  | Medalla de bronce  | 15 km              |